# Rabeninselbrücke
Die Rabeninselbrücke befindet sich in Halle (Saale), überspannt die Saale südlich der Schleuse Böllberg (Flusskilometer 95,8) und verbindet die Stadtteile Südstadt und Gesundbrunnen mit der Rabeninsel, einem der bevorzugten Naherholungsgebiete der Stadt. Die Brücke gehörte zu den externen Projekten der Weltausstellung Expo 2000.

## Beschreibung
Bei der Rabeninselbrücke handelt es sich um eine Schrägseilbrücke für Fußgänger und Radfahrer. Sie wird von einem einzelnen 38 m hohen, schräg stehenden Pylonen auf der Stadtseite der Saale getragen. Der Pylon läuft spitz zu und ist am Fuß in einem Kugelgelenk gelagert. 
Von der Stadtseite kann die Brücke ebenerdig über zwei Zugänge betreten werden. Konstruktiv wurde dies erreicht, indem der Überbau vor dem Pylon geteilt wurde, und die Teile rechts und links am Pylonen vorbei zum Anschluss an den Böllberger Weg geführt sind. Zwischen dem stadtseitigen Ufer und dem Ufer der Rabeninsel beträgt der Höhenunterschied ca. 8 m. Um diesen zu überwinden, wurde auf der Inselseite eine ca. 80 m lange gegenläufige Rampe errichtet.
Die Saale ist an dieser Stelle schiffbar. Um dies durch die Brücke nicht einzuschränken, wurde sie so geschaffen, dass eine lichte Höhe von 4,75 über dem höchsten schiffbaren Wasserstand sichergestellt ist.
Eine zweite Brücke zur Rabeninsel in Stahlträgerkonstruktion befindet sich nördlich und dient Fahrzeugen und Fußgängern als Zuwegung zur Schleusenanlage Böllberg. Beide Brücken sind Teil einer Nebenroute des Saale-Radweges.

## Bilder

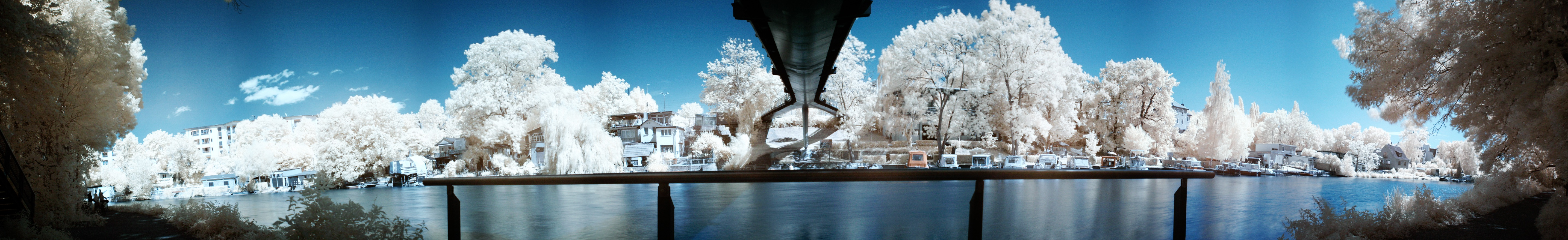
Rabeninselbrücke vom unteren Ufer (Infrarot-Panorama)
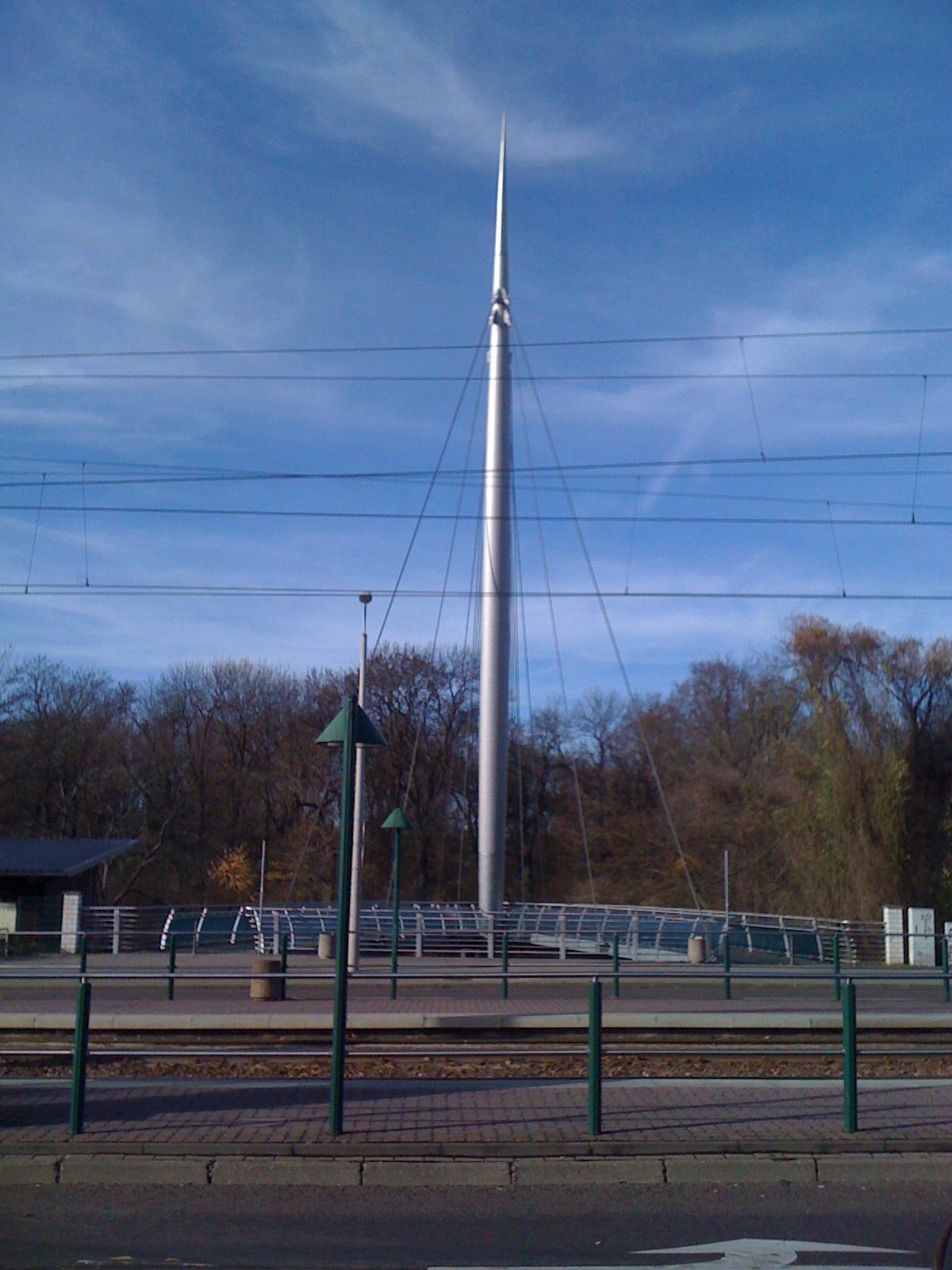
Ansicht vom Böllberger Weg
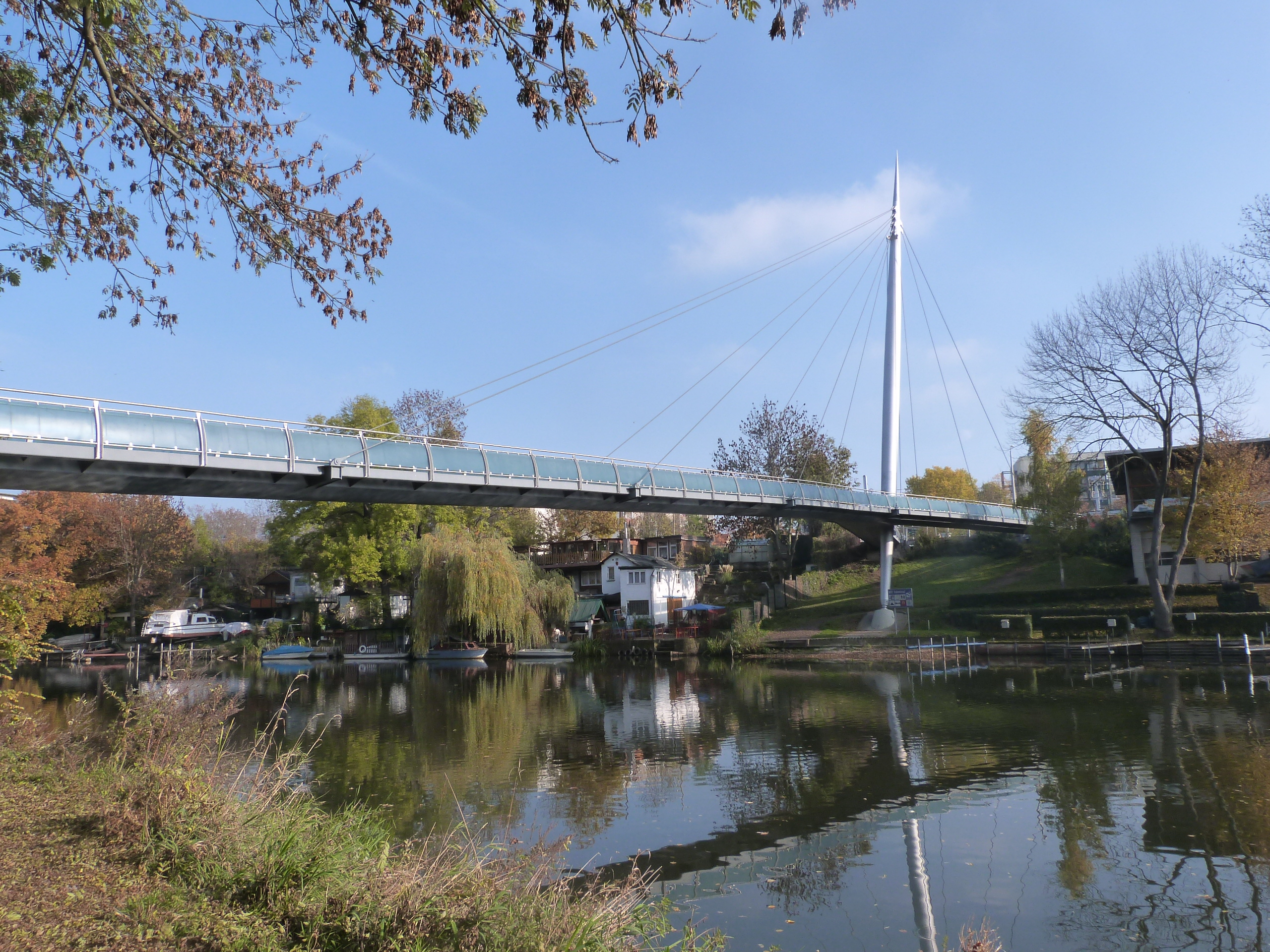
Ansicht von der Rabeninsel
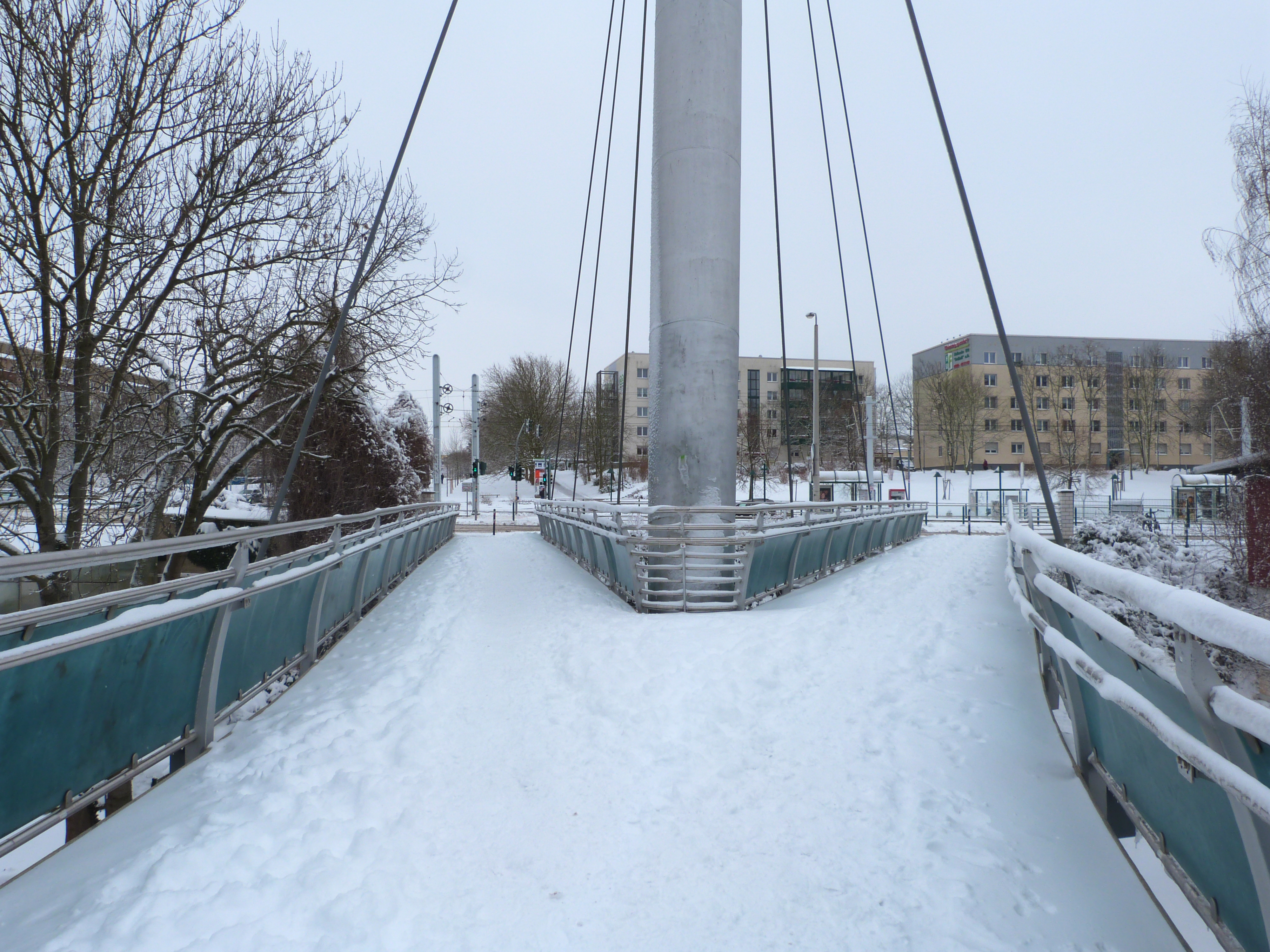
Die zwei Brückenzugänge